# Arbollé (département)
Pour le village chef-lieu, voir Arbollé.
Arbollé (nom officiel) ou Arbolé est un département et une commune rurale du Burkina Faso, situé dans la province du Passoré et la région du Nord. En 2006, le département comptait 45 848 habitants.

## Villages
Le département se compose de trente-sept villages administratifs, dont le village chef-lieu (données de population actualisées du recensement général de 2006) :
- Arbollé (2 596 habitants)
- Bargo (1 102 habitants)
- Bendogo (555 habitants)
- Bingo (1 762 habitants)
- Boadoma (139 habitants)
- Boulkon (4 442 habitants)
- Boura (1 315 habitants)
- Dagho (1 249 habitants)
- Dakiègré (1 608 habitants en tout, 1 111 habitants seul)
- Donsin (981 habitants)
- Fallou (2 059 habitants en tout, 659 habitants seul)
- Gomd'hiri (381 habitants)
- Goubi (1 585 habitants)
- Gounda (776 habitants)
- Kaba (1 352 habitants)
- Karéo (833 habitants)
- Koakin (356 habitants)
- Koro (813 habitants)
- Mia (1 808 habitants)
- Namassa (2 025 habitants)
- Ouissiga (1 387 habitants)
- Pathiri (1 973 habitants)
- Ramessoum (355 habitants)
- Rassamtoumdé (1 436 habitants)
- Reanon (1 186 habitants en tout, 717 habitants seul)
- Saaba (1 066 habitants)
- Sagaré (356 habitants)
- Sibalo (1 082 habitants)
- Sikouinsi (1 205 habitants en tout, 590 habitants seul)
- Tancé (445 habitants)
- Tibou-Boadoma (1 053 habitants)
- Tinma (1 248 habitants)
- Toyendé (416 habitants)
- Yarbila (437 habitants)
- Yarsi (824 habitants)
- Zoétgomdé (754 habitants)
- Zongbèga (2 888 habitants en tout, 2 188 habitants seul)

ainsi que neuf autres villages rattachés administrativement aux précédents mais qui élisent leurs propres représentants au conseil municipal :
- Banounou (1 000 habitants), rattaché à Fallou
- Bandinkoalla (400 habitants)
- Gninsou (400 habitants)
- Goughin (469 habitants), rattaché à Reanon
- Kavilé (650 habitants)
- Kossoghin (?habitants)
- Séguédin (615 habitants), rattaché à Sikouinsi
- Séko (700 habitants), rattaché à Zongbèga
- Yibi (497 habitants), rattaché à Dakiègré